# Trichophysetis obnubilalis
Trichophysetis obnubilalis là một loài bướm đêm trong họ Crambidae.